# Shim Eun-jung
Dans ce nom coréen, le nom de famille, Shim, précède le nom personnel.
Shim Eun-jung est une joueuse de badminton sud-coréenne née le 8 juin 1971.
Elle remporte une médaille de bronze olympique en double en 1992 à Barcelone avec Gil Young-ah.